# Pälkäne
Pälkäne este o comună din Finlanda.